# Gusai
Gusai (救済), aussi Kyūzei, lu Kyūzai, Kyūsei ou Kasai), 1284 - 5 avril 1378 est un moine japonais zen et poète du genre renga.
Gusai étudie la poésie waka auprès de Reizei Tamesuke, un des fils de Fujiwara no Tameie. Autour de 1315, il est connu comme auteur de poèmes waka, puis pendant vingt ans on ne sait rien de sa vie. En 1339, il réapparaît comme participant à une compétition de ranga.
Dans les années suivantes, il se joint à Nijō Yoshimoto avec qui il compile en 1357, la première anthologie renga Tsukuba-shū (菟玖波集), dans laquelle se trouvent plus de 120 de ses propres compositions, et des écrits théoriques sur le renga,. En 1355, il prend part à une compétition de renga (文和千句, Bunna Senku) avec 1000 wakas dans la maison Yoshimoto.

## Source de la traduction
- (de) Cet article est partiellement ou en totalité issu de l’article de Wikipédia en allemand intitulé « Gusai » (voir la liste des auteurs).